# Злотеге
Злотеге су насељено место у Босни и Херцеговини у Општини Илијаш које административно припада Федерацији Босне и Херцеговине. Према попису становништва из 1991. у насељу је живео 21 становника.

## Становништво
По последњем службеном попису становништва из 1991. године, у насељу Злотеге је живео 21 становник. Сви становници су били Срби.